# Svetovni pokal v smučarskih skokih 2007
Svetovni pokal v smučarskih skokih 2007 je osemindvajseta sezona svetovnega pokala v smučarskih skokih.

## Koledar tekem
| Datum             | Prizorišče             | Skakalnica                       | Zmagovalec                                                                                | Drugi                                                           | Tretji                                                                      |
| ----------------- | ---------------------- | -------------------------------- | ----------------------------------------------------------------------------------------- | --------------------------------------------------------------- | --------------------------------------------------------------------------- |
| 24. november 2006 | Kuusamo                | Rukatunturi HS142                | Arttu Lappi                                                                               | Simon Ammann                                                    | Anders Jacobsen                                                             |
| 25. november 2006 | Kuusamo                | Rukatunturi HS142                | Tekma odpovedana                                                                          | Tekma odpovedana                                                | Tekma odpovedana                                                            |
| 2. december 2006  | Lillehammer            | Lysgårds HS138                   | Simon Ammann                                                                              | Andreas Küttel                                                  | Thomas Morgenstern                                                          |
| 3. december 2006  | Lillehammer            | Lysgårds HS138                   | Gregor Schlierenzauer                                                                     | Anders Jacobsen                                                 | Adam Małysz                                                                 |
| 9. december 2006  | Harrachov              | Skakalnica Čertak HS142          | Tekma odpovedana                                                                          | Tekma odpovedana                                                | Tekma odpovedana                                                            |
| 10. december 2006 | Harrachov              | Skakalnica Čertak HS142          | Tekma odpovedana                                                                          | Tekma odpovedana                                                | Tekma odpovedana                                                            |
| 16. december 2006 | Engelberg              | Gross-Titlis-Schanze HS137       | Gregor Schlierenzauer                                                                     | Anders Jacobsen                                                 | Adam Małysz                                                                 |
| 17. december 2006 | Engelberg              | Gross-Titlis-Schanze HS137       | Anders Jacobsen                                                                           | Simon Ammann                                                    | Gregor Schlierenzauer                                                       |
| 30. december 2006 | Oberstdorf             | Schattenbergschanze HS137        | Gregor Schlierenzauer                                                                     | Andreas Küttel                                                  | Adam Małysz                                                                 |
| 1. januar 2007    | Garmisch-Partenkirchen | Große Olympiaschanze HS125       | Andreas Küttel                                                                            | Matti Hautamäki                                                 | Noriaki Kasai                                                               |
| 4. januar 2007    | Innsbruck              | Bergiselschanze HS130            | Anders Jacobsen                                                                           | Thomas Morgenstern                                              | Simon Ammann                                                                |
| 7. januar 2007    | Bischofshofen          | Paul-Ausserleitner-Schanze HS140 | Gregor Schlierenzauer                                                                     | Anders Jacobsen                                                 | Simon Ammann                                                                |
| 13. januar 2007   | Vikersund              | Vikersundbakken HS207            | Anders Jacobsen                                                                           | Thomas Morgenstern                                              | Matti Hautamäki                                                             |
| 14. januar 2007   | Vikersund              | Vikersundbakken HS207            | Tekma odpovedana                                                                          | Tekma odpovedana                                                | Tekma odpovedana                                                            |
| 20. januar 2007   | Zakopane               | Wielka Krokiew HS134             | Rok Urbanc                                                                                | Roar Ljøkelsøy                                                  | Matti Hautamäki                                                             |
| 21. januar 2007   | Zakopane               | Wielka Krokiew HS134             | Tekma odpovedana                                                                          | Tekma odpovedana                                                | Tekma odpovedana                                                            |
| 27. januar 2007   | Oberstdorf             | Schattenbergschanze HS137        | Adam Małysz                                                                               | Thomas Morgenstern                                              | Michael Uhrmann                                                             |
| 28. januar 2007   | Oberstdorf             | Schattenbergschanze HS137        | Michael Uhrmann                                                                           | Anders Jacobsen                                                 | Andrea Morassi                                                              |
| 3. februar 2007   | Titisee-Neustadt       | Hochfirstschanze HS142           | Adam Małysz                                                                               | Andreas Kofler                                                  | Anders Jacobsen                                                             |
| 4. februar 2007   | Titisee-Neustadt       | Hochfirstschanze HS142           | Adam Małysz                                                                               | Gregor Schlierenzauer                                           | Dimitrij Vasiljev                                                           |
| 7. februar 2007   | Klingenthal            | Vogtland Arena HS140             | Gregor Schlierenzauer                                                                     | Simon Ammann                                                    | Adam Małysz                                                                 |
| 10. februar 2007  | Willingen              | Mühlenkopfschanze HS145          | Anders Jacobsen                                                                           | Michael Uhrmann                                                 | Jernej Damjan                                                               |
| 11. februar 2007  | Willingen              | Mühlenkopfschanze HS145          | Avstrija · Wolfgang Loitzl · Andreas Kofler · Arthur Pauli · Gregor Schlierenzauer        | Norveška Tom Hilde Anders Bardal Anders Jacobsen Roar Ljøkelsøy | Nemčija · Stephan Hocke · Tobias Bogner · Jörg Ritzerfeld · Michael Uhrmann |
| 10. marec 2007    | Lahti                  | Salpausselkä HS130               | Avstrija · Martin Höllwarth · Gregor Schlierenzauer · Andreas Kofler · Thomas Morgenstern | Norveška Tom Hilde Anders Bardal Anders Jacobsen Roar Ljøkelsøy | Finska Harri Olli Tami Kiuru Matti Hautamäki Janne Ahonen                   |
| 11. marec 2007    | Lahti                  | Salpausselkä HS130               | Adam Małysz                                                                               | Andreas Kofler                                                  | Martin Schmitt                                                              |
| 13. marec 2007    | Kuopio                 | Puijo HS127                      | Adam Małysz                                                                               | Andreas Kofler                                                  | Thomas Morgenstern                                                          |
| 16. marec 2007    | Lillehammer            | Lysgårds HS138                   | Tekma odpovedana                                                                          | Tekma odpovedana                                                | Tekma odpovedana                                                            |
| 17. marec 2007    | Oslo                   | Holmenkollen HS128               | Adam Małysz                                                                               | Andreas Küttel                                                  | Anders Bardal                                                               |
| 18. marec 2007    | Oslo                   | Holmenkollen HS128               | Simon Ammann                                                                              | Martin Koch                                                     | Matti Hautamäki                                                             |
| 23. marec 2007    | Planica                | Planiška velikanka HS215         | Adam Małysz                                                                               | Simon Ammann                                                    | Jernej Damjan                                                               |
| 24. marec 2007    | Planica                | Planiška velikanka HS215         | Adam Małysz                                                                               | Anders Jacobsen                                                 | Martin Koch                                                                 |
| 25. marec 2007    | Planica                | Planiška velikanka HS215         | Adam Małysz                                                                               | Simon Ammann                                                    | Martin Koch                                                                 |

## Skupne uvrstitve

### Posamično
| Poz | Skakalec              | Točke |
| --- | --------------------- | ----- |
| 1   | Adam Małysz           | 1453  |
| 2   | Anders Jacobsen       | 1319  |
| 3   | Simon Ammann          | 1167  |
| 4   | Gregor Schlierenzauer | 956   |
| 5   | Andreas Küttel        | 804   |
| 6   | Thomas Morgenstern    | 756   |
| 7   | Andreas Kofler        | 727   |
| 8   | Janne Ahonen          | 539   |
| 9   | Matti Hautamäki       | 526   |
| 10  | Michael Uhrmann       | 524   |
| 11  | Dimitrij Vasiljev     | 523   |
| 12  | Martin Koch           | 521   |
| 13  | Wolfgang Loitzl       | 476   |
| 14  | Roar Ljøkelsøy        | 474   |
| 15  | Arttu Lappi           | 466   |
| 16  | Anders Bardal         | 418   |
| 17  | Martin Schmitt        | 355   |
| 18  | Martin Höllwarth      | 284   |
| 19  | Denis Kornilov        | 282   |
| 20  | Tom Hilde             | 281   |
| 21  | Dimitrij Ipatov       | 260   |
| 22  | Jakub Janda           | 253   |
| 23  | Jernej Damjan         | 225   |
| 24  | Sigurd Pettersen      | 210   |
| 25  | Jörg Ritzerfeld       | 187   |
| 26  | Noriaki Kasai         | 182   |
| 27  | Robert Kranjec        | 179   |
| 28  | Harri Olli            | 176   |
| 29  | Bjørn Einar Romøren   | 174   |
| 30  | Kamil Stoch           | 168   |

| Poz | Skakalec                 | Točke |
| --- | ------------------------ | ----- |
| 31  | Mario Innauer            | 161   |
| 32  | Antonín Hájek            | 160   |
| 33  | Andreas Widhölzl         | 158   |
| 34  | Veli-Matti Lindström     | 130   |
| 35  | Arthur Pauli             | 118   |
| 36  | Rok Urbanc               | 114   |
| 37  | Primož Pikl              | 110   |
| 38  | Andrea Morassi           | 97    |
| 39  | Roman Koudelka           | 87    |
| 40  | Tami Kiuru               | 74    |
| 41  | Janne Happonen           | 68    |
| 42  | Morten Solem             | 63    |
| 43  | Balthasar Schneider      | 59    |
| 44  | David Lazzaroni          | 56    |
| 45  | Radik Žaparov            | 55    |
|     | Henning Stensrud         | 55    |
| 47  | Christian Ulmer          | 54    |
| 48  | Manuel Fettner           | 48    |
| 49  | Sebastian Colloredo      | 47    |
| 50  | Michael Neumayer         | 45    |
| 51  | Guido Landert            | 43    |
| 52  | Takanobu Okabe           | 42    |
| 53  | Ilja Rosljakov           | 41    |
| 54  | Lauri Hakola             | 35    |
| 55  | Jussi Hautamäki          | 34    |
|     | Piotr Żyła               | 34    |
| 57  | Jan Matura               | 33    |
| 58  | Kalle Keituri            | 29    |
| 59  | Michael Möllinger        | 28    |
| 60  | Vincent Descombes Sevoie | 26    |

| Poz | Skakalec            | Točke |
| --- | ------------------- | ----- |
|     | Daiki Ito           | 26    |
|     | Stefan Hula         | 26    |
| 63  | Andreas Aren        | 21    |
|     | Rok Benkovič        | 21    |
| 65  | Jan Mazoch          | 16    |
|     | Stephan Hocke       | 16    |
|     | Taku Takeuči        | 16    |
| 68  | Roland Müller       | 15    |
| 69  | Georg Späth         | 14    |
| 70  | Emmanuel Chedal     | 13    |
| 71  | Nikolaj Karpenko    | 12    |
| 72  | Čoi Jong-džik       | 11    |
|     | Kevin Horlacher     | 11    |
| 74  | Čoi Heung-čul       | 10    |
|     | Stefan Read         | 10    |
| 76  | Lars Bystøl         | 9     |
| 77  | Stefan Thurnbichler | 7     |
|     | Jon Aaraas          | 7     |
|     | Peter Žonta         | 7     |
|     | Pjotar Tschaadajeu  | 7     |
| 81  | Primož Peterka      | 6     |
| 82  | Lukáš Hlava         | 5     |
|     | Jure Šinkovec       | 5     |
|     | Kenširo Ito         | 5     |
| 85  | Robert Mateja       | 4     |
|     | Isak Grimholm       | 4     |
| 87  | Andreas Wank        | 3     |
| 88  | Florian Liegl       | 2     |
|     | Pascal Bodmer       | 2     |
| 90  | Jens Salumäe        | 1     |

### Pokal narodov
| Poz | Država       | Točke |
| --- | ------------ | ----- |
| 1   | Avstrija     | 5088  |
| 2   | Norveška     | 3710  |
| 3   | Švica        | 2442  |
| 4   | Finska       | 2427  |
| 5   | Poljska      | 1785  |
| 6   | Nemčija      | 1711  |
| 7   | Rusija       | 1456  |
| 8   | Češka        | 754   |
| 9   | Slovenija    | 717   |
| 10  | Japonska     | 271   |
| 11  | Kazahstan    | 217   |
| 12  | Italija      | 144   |
| 13  | Francija     | 95    |
| 14  | Švedska      | 25    |
| 15  | Južna Koreja | 21    |
| 16  | Kanada       | 10    |
| 17  | Belorusija   | 7     |
| 18  | Estonija     | 1     |

## Trenerji
| Reprezentanca | Trener                       |
| ------------- | ---------------------------- |
| Nemčija       | Peter Rohwein                |
| Estonija      | Hillar Hein                  |
| Finska        | Tommi Nikunen                |
| Francija      | Pekka Niemelä                |
| Italija       | Roberto Cecon                |
| Japonska      | Kari Ylianttila              |
| Kanada        | Tadeusz Bafia                |
| Kazahstan     | Joachim Winterlich           |
| Norveška      | Mika Kojonkoski              |
| Avstrija      | Alexander Pointner           |
| Poljska       | Hannu Lepistö                |
| Rusija        | Wolfgang Steiert             |
| Švedska       | Wolfgang Hartmann            |
| Švica         | Berni Schödler               |
| Slovenija     | Vasja Bajc Ari-Pekka Nikkola |
| Slovaška      | Peter Schlank                |
| Južna Koreja  | Jochen Danneberg             |
| Češka         | Richard Schallert            |
| Ukrajina      | Valerij Vdovenko             |
| ZDA           | Mike Keuler                  |
| Belorusija    | Pavel Mouchan                |